# Juan Salazar (cantante)
Juan Salazar Salazar (Badajoz, 20 de agosto de 1954), es un cantante de rumba español, conocido por formar parte del grupo Los Chunguitos, junto a sus hermanos José Salazar y Enrique Salazar. También es hermano del exitoso grupo Azúcar Moreno —Toñi y Encarna Salazar—.

## Biografía
Está casado y tiene tres hijas: Aroa (3 de febrero de 1981) que forma parte del dúo Alazán, Gema (23 de febrero de 1983) y Amanda (30 de diciembre de 1987). Vive en el barrio del Puente de Vallecas, Madrid y comenzó a actuar con el grupo por los mesones de Plaza Mayor. Alcanzaron el éxito con el tema «Dame Veneno», en 1976, en colaboración de Dúo Dinámico.
El 2 de abril de 2020 se confirmó su ingreso hospitalario por COVID-19

## Filmografía
Cine
- Perros callejeros II: Busca y captura (1979)
- Deprisa, deprisa (1981)
- Poliladron (1997)
- ¡Ja me maaten...! (2000)
- Ekipo Ja (2007)

Televisión
- Vive cantando (2013) - Antena 3.
- El hormiguero (2010) - Antena 3.
- El hormiguero 3.0 (2013-2014) - Antena 3.
- Tu cara me suena (2013-2014) - Antena 3.
- Los Gipsy Kings (2014) - Cuatro.
- Pequeños gigantes (2015) - Telecinco.
- Gran Hermano VIP 3 (2015) - Telecinco.
- Que tiempo tan feliz (2015) - Telecinco.
- Todo va bien (2014) - Cuatro.
- En el aire (2013-2015) - La Sexta.
- Trabajo temporal (2017) - TVE
- MasterChef Celebrity (2019) - TVE
- Los miedos de... (2021) - Telecinco.

## Discografía
- 1977 - Los Chunguitos
- 1978 - Vive Gitano
- 1979 - Limosna de amor
- 1980 - Pa ti pa tu primo
- 1981 - Sangre caliente
- 1982 - Barrio
- 1983 - Recuerdo de Enrique
- 1983 - Callejón sin salida
- 1984 - Vagando por ahí
- 1985 - Contra la pared
- 1986 - Después de la tormenta
- 1988 - Vive a tu manera (En Directo)
- 1989 - Tiempos dificiles
- 1990 - Baila con los Chunguitos
- 1991 - Plaza vieja
- 1992 - De pura sangre
- 1993 - ¡Marcha!
- 1993 - Noche de rumba
- 1995 - Zoraida
- 1996 - ¡Pa reventar!
- 1999 - Auténtico
- 2001 - La medalla
- 2003 - Morir de amor
- 2004 - Abre tu corazón
- 2006 - Buena suerte
- 2008 - La vida sigue (como Hermanos Salazar-Ex. Chunguitos)
- 2012 - Se escapa
- 2017 - Gavilán (Single)
- 2017-2018 - Dame veneno (Los Chunguitos y Lydia Lozano, Gustavo González, Patricia González)